# Rhipsalideae
Rhipsalideae — триба квіткових рослин родини Кактусові (Cactaceae). 

## Екологія
Представники триби ростуть на деревах (епіфіти) або скелях (літофіти). 

## Поширення
Поширені, переважно, у Південній Америці. Декілька видів відомі у Центральній та Північній Америці. Вид Rhipsalis baccifera завезений в Африку та на Шрі-Ланку.

## Класифікація
Включає 4 роди та близько 60 видів:
- Hatiora Britton & Rose — 3 види[2];
- Lepismium Pfeiff. — 6 видів;
- Rhipsalis Gaertn. — 43 види;
- Schlumbergera Lem. — 9 видів.